# Браднелл-Брюс, Флоренс
Фло́ренс Анна-Мари́ Бра́днелл-Брюс (англ. Florence Anna-Marie Brudenell-Bruce; род. 21 ноября 1985, Фулем, Лондон, Англия, Великобритания) — британская фотомодель и актриса

.

## Биография
Родилась 21 ноября 1985 года в Фулеме (Западный Лондон, Англия, Великобритания) в семье торговца Эндрю Браднелла-Брюса (род. 1951) и художницы Софи (урождённой Инч; Inch). Из семьи аристократичечкого происхождения: по отцовской линии, Флоренс — праправнучка коммодора лорда Роберта Т. Бруденелл-Брюса (1845—1912), 4-го сына 3-го маркиза Эйлсбери. У Флоренс есть старшие брат и две сестры: Генри Браднелл-Брюс, Элис Браднелл-Брюс и Кристабель Браднелл-Брюс, последняя из которых замужем и мать двоих дочерей.
Обучалась в «Woldingham School» и «Stowe School», а затем окончила Бристольский университет, получив степень в области истории искусств.

## Карьера
Начала карьеру фотомодели в 2006 году. Работала с «Tess Management» и наиболее известна как модель дамского белья. В 2009—2013 годах снялась в четырёх фильмах и телесериалах.

## Личная жизнь
С 8 июля 2013 года замужем за Генри Эдвардом Хью Сент-Джорджем. У супругов есть дочь — Айрис Лара Сент-Джордж (род. 22.07.2014).